# 433
433 (CDXXXIII) var ett normalår som började en söndag i den julianska kalendern.

## Händelser

### Okänt datum
- Attila blir hunnernas kung.
- Petronius Maximus blir konsul i Rom.
- Johannes av Antiochia och Kyrillos av Alexandria undertecknar ett återföreningsedikt, vilket gör slut på den kristna konflikten angående den nestorianska kontroversen och konciliet i Efesus.

## Födda
- Sankt Mitre, katolskt helgon.

## Avlidna
- Johannes Cassianus, en av ökenfäderna, munk, kristet helgon, skrivare.
- Huiguo, kinesisk buddhistnunna.